# Frank Casañas
Yennifer Frank Casañas Hernández (L'Avana, 18 ottobre 1978) è un discobolo cubano naturalizzato spagnolo.
Ha un primato personale nel lancio de disco di 67,91 m. In carriera è stato finalista alle olimpiadi di Pechino 2008 e Londra 2012 e ha vinto la medaglia d'oro ai Giochi del Mediterraneo nel 2009 a Pescara.

## Palmarès
| Anno                           | Manifestazione          | Sede           | Evento           | Risultato | Prestazione | Note                  |
| ------------------------------ | ----------------------- | -------------- | ---------------- | --------- | ----------- | --------------------- |
| In rappresentanza di Cuba      |                         |                |                  |           |             |                       |
| 1996                           | Mondiali juniores       | Sydney         | Lancio del disco | Bronzo    | 54,86 m     |                       |
| 2000                           | Giochi olimpici         | Sydney         | Lancio del disco | 24º       | 60,84 m     |                       |
| 2003                           | Giochi panamericani     | Santo Domingo  | Lancio del disco | Argento   | 62,61 m     |                       |
| 2003                           | Mondiali                | Saint-Denis    | Lancio del disco | 21º       | 59,99 m     |                       |
| 2004                           | Giochi olimpici         | Atene          | Lancio del disco | 17º       | 60,60 m     |                       |
| 2005                           | Mondiali                | Helsinki       | Lancio del disco | 21º       | 60,94 m     |                       |
| In rappresentanza della Spagna |                         |                |                  |           |             |                       |
| 2008                           | Giochi olimpici         | Pechino        | Lancio del disco | 5º        | 66,49 m     |                       |
| 2009                           | Giochi del Mediterraneo | Pescara        | Lancio del disco | Oro       | 65,58 m     | Record dei campionati |
| 2009                           | Mondiali                | Berlino        | Lancio del disco | 16º (q)   | 61,10 m     |                       |
| 2010                           | Europei                 | Barcellona     | Lancio del disco | 11º       | 62,15 m     |                       |
| 2012                           | Europei                 | Helsinki       | Lancio del disco | 5º        | 63,60 m     |                       |
| 2012                           | Giochi olimpici         | Londra         | Lancio del disco | 7º        | 65,56 m     |                       |
| 2013                           | Mondiali                | Mosca          | Lancio del disco | 9º        | 62,89 m     |                       |
| 2014                           | Europei                 | Zurigo         | Lancio del disco | 8º        | 61,47 m     |                       |
| 2016                           | Europei                 | Amsterdam      | Lancio del disco | 24º (q)   | 59,06 m     |                       |
| 2016                           | Giochi olimpici         | Rio de Janeiro | Lancio del disco | 25º (q)   | 59,96 m     |                       |
| 2018                           | Giochi del Mediterraneo | Tarragona      | Lancio del disco | 10º       | 55,73 m     |                       |

## Altre competizioni internazionali
2013
- 5º in Coppa Europa invernale di lanci ( Castellón de la Plana), lancio del disco - 63,12 m
- 7º al Prefontaine Classic ( Eugene), lancio del disco - 61,97 m
- 6º ai Bislett Games ( Oslo), lancio del disco - 62,64 m
- 5º al Meeting Areva ( Parigi), lancio del disco - 63,89 m
- 7º al Sainsbury's Anniversary Games ( Londra), lancio del disco - 64,19 m

2014
- 5º al Doha Diamond League ( Doha), lancio del disco - 62,75 m
- Oro in Coppa dei Campioni per club ( Vila Real de Santo António), lancio del disco - 60,19 m
- 4º all'IWC Meeting ( Hengelo), lancio del disco - 64,68 m
- 8º al 10th Meeting Iberoamericano de Atletismo ( Huelva), lancio del disco - 60,34 m
- 6º all'Athletissima ( Losanna), lancio del disco - 63,86 m

2015
- Bronzo agli Europei a squadre ( Čeboksary), lancio del disco - 60,01 m